# Fumus commissi delicti
La locuzione latina fumus commissi delicti (in italiano probabilità di effettiva consumazione del reato) è una frase utilizzata nel gergo legale.
Nel processo penale è necessario valutare le prove; in alcuni casi però non vi sono prove piene, ma semplici indizi. La probabilità che sia stato commesso un illecito varia, e di molto, a seconda che ci sia solo un indizio o molti, e se questi ultimi siano "gravi, precisi e concordanti", in tutto o in parte, così come espressamente previsto dall'art. 192, II comma, del Codice di Procedura Penale.
La presenza di più indizi, gravi, precisi e concordanti, costituisce quindi una buona probabilità dell'effettiva consumazione del reato (in latino, appunto, fumus commissi delicti).
Al fine dunque di poter validamente sostenere un'accusa nei confronti di chicchessia, in giudizio occorre un'attenta e rigorosa valutazione delle prove o degli indizi acquisiti per evitare ogni forma di dubbio che comprometta la parità dei cittadini davanti alla legge.